# Clavulariidae
Famille
Sous-familles de rang inférieur
- Clavulariinae
- Pseudocladochoninae
- Sarcodictyiinae
- Telestinae

Les Clavulariidae sont une famille de coraux alcyonaires.

## Liste des genres
Selon World Register of Marine Species (20 janvier 2025) :
- Clavularia Blainville, 1830
- Hanabira Lau, Stokvis, Imahara & Reimer, 2019
- Knopia Alderslade & McFadden, 2007